# Скрижањ Вели
43° 41′ 58″ N 15° 31′ 21″ E / 43.69944° С; 15.52250° И
Скрижањ Вели је ненасељено острвце у хрватском дијелу Јадранског мора. Налази се у Корнатском архипелагу око 1 km сјевероисточно од Курбе Веле. Дио је Националног парка Корнати. Његова површина износи 0,077 km², док дужина обалске линије износи 1,43 km. Највиши врх је висок 20 m. Грађен је од кречњака и доломита кредне старости. Административно припада општини Муртер-Корнати у Шибенско-книнској жупанији.